# Ábrahám testamentuma
Ábrahám testamentuma egy ószövetségi apokrif irat. A mű egy ismeretlen időből származó zsidó legenda, amely egy látomásba ágyazva meséli el Ábrahámnak a haláltól való vonakodását.

## Keletkezési ideje, eredeti nyelve
A mű keletkezési idejére nézve nincs konszenzus a tudósok között. Eredeti nyelve is vitatott: egyesek szerint létezett héber nyelvű eredeti, mások szerint – talán egy zsidó által Egyiptomban írt – palesztinai görög szöveg szolgált alapul a későbbi fordításoknak. Feltehetően a testamentumot a Pál apokalipszisének írója mintául használta saját műve megírásakor.
Az Ábrahám testamentuma két görög, egy ószláv és egy régi román (!) változatban maradt fenn napjainkra.

## Tartalma
Isten Mihály arkangyalt küldi Ábrahámhoz azzal az üzenettel, hogy készüljön fel a halálra. Ábrahám azonban nem akar meghalni, ezért Mihály visszatér Istenhez megtárgyalni a kérdést. Ezután egy csodás utazásra vissza magával Ábrahámot, aki végignézheti a zsidó nép bűneit. Ábrahám lelkének át kell mennie a tűzön, az emlékezés gyötrelmein, és alávetik a mérlegelésnek, azaz a hármas ítéletnek. Az utazás végén Ábrahám visszakerül a Földre, de Isten végül mégiscsak elküldi a Halált érte. Ábrahám lelke a halála után az angyalok vezetésével a Mennyországba kerül.